# Grote Geule
Grote Geule är en sjö i Belgien.   Den ligger i provinsen Antwerpen och regionen Flandern, i den norra delen av landet, 50 km norr om huvudstaden Bryssel. Grote Geule ligger 2 meter över havet.
Runt Grote Geule är det i huvudsak tätbebyggt. Runt Grote Geule är det tätbefolkat, med 297 invånare per kvadratkilometer.